# Nikołaj Szpigow
Nikołaj Siemionowicz Szpigow (ros. Николай Семёнович Шпигов, ur. 1903 w guberni orłowskiej, zm. 1956 w Moskwie) – funkcjonariusz radzieckich organów bezpieczeństwa, generał major, zastępca komendanta moskiewskiego Kremla ds. gospodarczych (1938-1947).

## Życiorys
W 1914 skończył szkołę wiejską, w latach 1922-1923 uczył się w radzieckiej szkole partyjnej w Briańsku, od października 1926 do grudnia 1927 odbywał służbę wojskową w Armii Czerwonej od sierpnia 1932 do maja 1936 studiował we Wszechzwiązkowej Akademii Przemysłowej Budowy Maszyn im. Kaganowicza w Moskwie. Był kierownikiem warsztatu i pomocnikiem dyrektora fabryki w Briańsku, a od września 1937 do grudnia 1938 dyrektorem fabryki nr 205 w Moskwie, w grudniu 1938 przyjęty do służby w organach NKWD, od 23 grudnia 1938 do 12 kwietnia 1947 był zastępcą szefa Zarządu Komendantury Moskiewskiego Kremla ds. gospodarczych, 28 grudnia 1938 mianowany majorem bezpieczeństwa państwowego, 14 lutego 1943 pułkownikiem bezpieczeństwa państwowego, 30 grudnia 1944 komisarzem bezpieczeństwa państwowego, a 9 lipca 1945 generałem majorem. Od 12 kwietnia 1947 do 25 lutego 1952 zastępca szefa Zarządu Gospodarczego MGB ZSRR, od 25 lutego 1952 do 12 marca 1953 zastępca szefa Zarządu Administracyjno-Gospodarczego MGB ZSRR, od 12 marca do 5 października 1953 w dyspozycji MWD ZSRR, następnie zwolniony. Pochowany na Cmentarzu Nowodziewiczym w Moskwie.

## Odznaczenia
- Order Lenina (9 marca 1939)
- Order Czerwonego Sztandaru (29 kwietnia 1943)
- Order Wojny Ojczyźnianej II klasy (3 września 1944)

i 6 medali.